# Ptosima gibbicollis
Ptosima gibbicollis är en skalbaggsart som först beskrevs av Thomas Say 1823.  Ptosima gibbicollis ingår i släktet Ptosima och familjen praktbaggar. Inga underarter finns listade i Catalogue of Life.